# Bages (Spania)

Comarca Bages

Bages spaniolă Bages) este o comarcă, din provincia Barcelona în regiunea Catalonia (Spania).
1. ↑   http://www.ccbages.cat/territori-del-bages/ Lipsește sau este vid: |title= (ajutor)